# Anisodes intortaria
Anisodes intortaria är en fjärilsart som beskrevs av Achille Guenée 1858. Anisodes intortaria ingår i släktet Anisodes och familjen mätare. Inga underarter finns listade i Catalogue of Life.